# Contea di Franklin (Ohio)
La contea di Franklin, in inglese Franklin County, è una contea dello Stato dell'Ohio, negli Stati Uniti. La popolazione al censimento del 2000 era di 1 068 978 abitanti. Il capoluogo di contea è Columbus. Il nome le è stato dato in onore a Benjamin Franklin, famoso giornalista, diplomatico e inventore statunitense.

## Geografia fisica
La contea si trova nella parte centrale dell'Ohio. L'U.S. Census Bureau certifica che l'estensione della contea è di 1407 km², di cui 1398 km² composti da terra e i rimanenti 9 km² composti di acqua.
Il territorio è prevalentemente pianeggiante. Nell'area centrale scorre da nord a sud il fiume Scioto che riceve da sinistra il fiume Olentangy a Columbus. Nell'area orientale scorre il fiume Alum che alimenta nel nord della contea un grande lago artificiale che fornisce a Columbus circa un terzo delle sue riserve idrighe. L'Alum sfocia a sud nel Big Walnut Creek un affluente del fiume Scioto che alimenta nel nord della contea il bacino della Hoover Dam. Nell'area occidentale scorre il Big Darby Creek che segna parte del confine con la contea di Madison.

### Contee confinanti
- Contea di Delaware (Ohio) - nord
- Contea di Licking (Ohio) - nord-est
- Contea di Fairfield (Ohio) - sud-est
- Contea di Pickaway (Ohio) - sud
- Contea di Madison (Ohio) - ovest
- Contea di Union (Ohio) - nord-ovest

## Storia
La Contea di Franklin venne costituita il 30 aprile 1803.
La contea aveva una estensione molto maggiore di quella attuale. Gradualmente ne è stato sottratto il territorio con cui sono state istituite altre contee.
Nel 1812 fu fondata Columbus con lo scopo di farne la capitale dello Stato.

## Città e paesi

### Municipalità
| - Bexley - Brice - Canal Winchester - Columbus - Dublin - Gahanna - Grandview Heights - Grove City | - Groveport - Harrisburg - Hilliard - Lockbourne - Marble Cliff - Minerva Park - New Albany - Obetz | - Reynoldsburg - Riverlea - Upper Arlington - Urbancrest - Valleyview - Westerville - Whitehall - Worthington |

### Township
| - Blendon Township - Brown Township - Clinton Township - Franklin Township - Hamilton Township - Jackson Township | - Jefferson Township - Madison Township - Mifflin Township - Norwich Township - Perry Township - Plain Township | - Pleasant Township - Prairie Township - Sharon Township - Truro Township - Washington Township |

### Altre località
- Amlin
- Blacklick
- Blacklick Estates
- Huber Ridge
- Lake Darby
- Lincoln Village
- Nuova Roma